# Rath-Anhoven
Rath-Anhoven ist ein Ortsteil der Mittelstadt Wegberg im Kreis Heinsberg im Bundesland Nordrhein-Westfalen.

## Geografie

### Lage
Rath-Anhoven liegt südöstlich von Wegberg. Die Ortschaft wird durch die Bundesstraße 57 regelrecht geteilt in Rath und Anhoven.
Der Beeckbach von Erkelenz kommend, fließt westlich am Gewerbegebiet vorbei und mündet in Wegberg in die Schwalm. Mit der Renaturierung des Beeckbaches und dem Bau von Rückhaltebecken wurde die Hochwassergefahr für Rath-Anhoven und den angrenzenden Industriegebieten stark verbessert.

### Nachbarorte
| Schönhausen | Kipshoven                                   | Buchholz (Mönchengladbach) |
| Isengraben  | Kompassrose, die auf Nachbargemeinden zeigt | Wickrath                   |
|             | Erkelenz                                    |                            |

## Geschichte

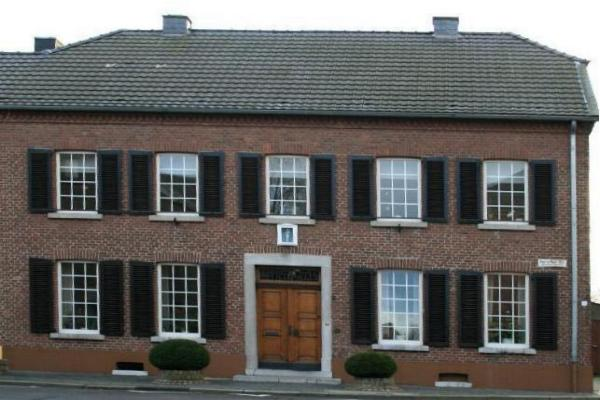
Wohnhaus in Rath-Anhoven

Der Name Rath stammt von dem Wort roden ab und dies ist heute klar sichtbar. Kein zusammenhängendes Stück Wald erinnert mehr an den Ursprung des Namens. Rath und Anhoven gehörten um 1312/50 unter dem Namen Rode bzw. Aenhoven zum Jülicher Amt Wassenberg und erschienen dort im brabantischen Lehensregister. Ab 1554 wurde es Raid, ab 1669 Raydt und bis in die heutige Zeit von den des rheinischen Platt mächtigen Ruan und ihre Bewohner Ruaner genannt. Anhoven war bereits 1558 unter diesem Namen bekannt. Im Niederfränkischen Áneve und seine Bewohner Ánever. Heute ist Rath-Anhoven ein Ort, der sich immer weiter über Fluren und Felder ausweitet.

## Infrastruktur
Wegen der großen Anzahl von Autohändlern ist die Bundesstraße 57 auch als Automeile bekannt. Weiter existieren ein Restaurant und ein Bistro, ein Baumarkt, ein Einkaufszentrum, eine Tankstelle, ein Landmaschinenhändler, ein Fruchtsafthersteller, ein Gebäckhersteller, mehrere Autoreparatur-Werkstätten, zwei Gärtnereien, ein Garten- und Landschaftsbaubetrieb, mehrere landwirtschaftliche Betriebe teilweise mit Pferdehaltung, eine Autolackiererei, sowie mehrere Betriebe zur Holz-, Metall- und Kunststoffverarbeitung und zahlreiche Kleingewerbebetriebe. Der katholische Kindergarten Rath-Anhoven steht für die Kinder zur Verfügung. Eine Gemeinschaftsgrundschule („Kastanienschule“) ist in Rath-Anhoven eingerichtet.
Die AVV-Buslinien 411, 412 und SB81 der WestVerkehr und der NEW verbinden Mehlbusch wochentags mit Wegberg, Erkelenz und Mönchengladbach. Abends und am Wochenende kann außerdem der MultiBus angefordert werden.
| Linie | Betreiber  | Verlauf |
| ----- | ---------- | --- |
| 411   | west       | morgens: Kehrbusch → Isengraben → Flassenberg → Rath-Anhoven Schule → Schönhausen → Felderhof → Bissen bei Beeck → Moorshoven → Holtum → Uevekoven → Wegberg → Beeck Grundschule morgens: Bissen → Busch → Holtmühle → Kipshoven → Gripekoven – Ellinghoven → Beeck Grundschule → Wegberg mittags/nachmittags: Wegberg → Beeck Grundschule → Holtum → Uevekoven → (Bissen →) Busch → Holtmühle → Kipshoven → Gripekoven → Ellinghoven → Moorshoven → Bissen bei Beeck → Felderhof → Schönhausen → Rath-Anhoven Schule → Isengraben → Flassenberg → Kehrbusch |
| 412   | west       | Erkelenz Bf – Erkelenz Gymnasium / Erkelenz Burg – Borschemich (neu) – Kuckum (neu) – Keyenberg (neu) – Rath-Anhoven – Mehlbusch – Kipshoven – Moorshoven – Beeck – Beeckerheide – Gerichhausen – Wegberg Bf – Wegberg Busbf |
| SB81  | west / NEW | Schnellbus: Erkelenz Bf – Erkelenz ZOB – Rath-Anhoven – Rheindahlen – Rheydt – Mönchengladbach Hbf (AVV-Tarif gilt nur im Kreis Heinsberg) |

## Sehenswürdigkeiten

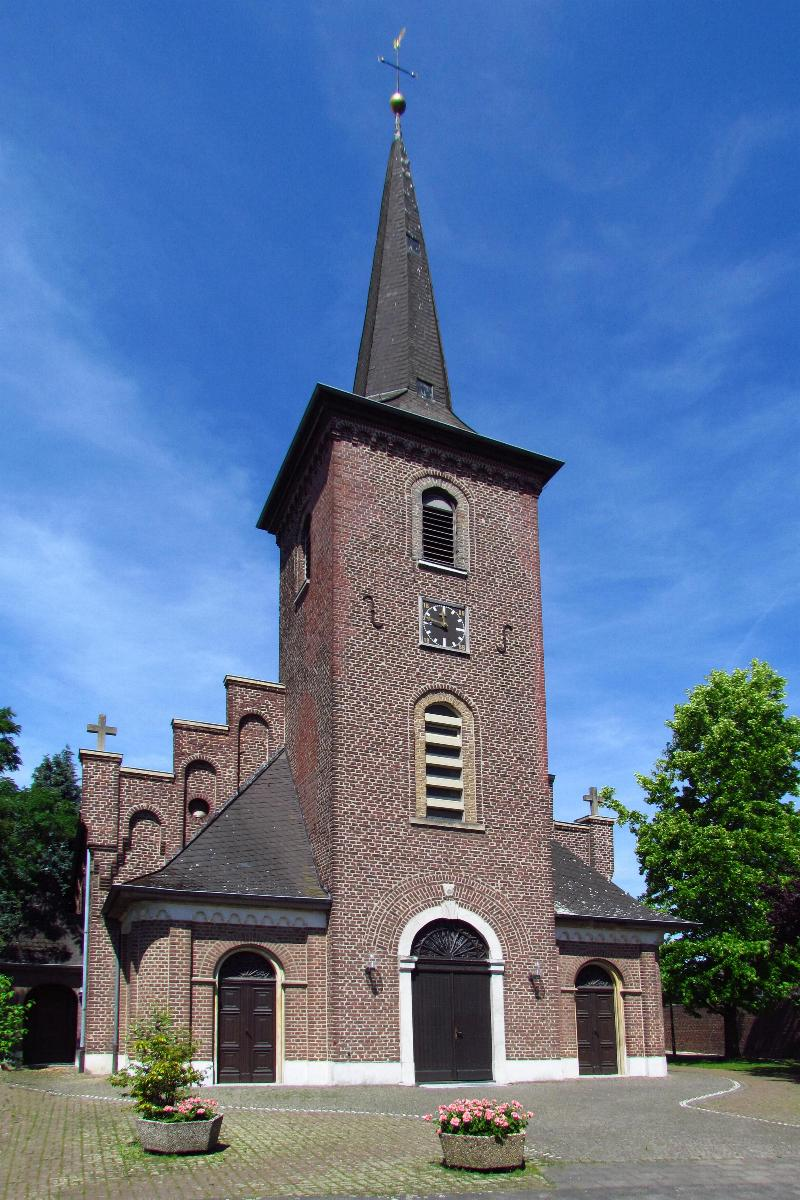
Filialkirche St. Rochus Rath-Anhoven

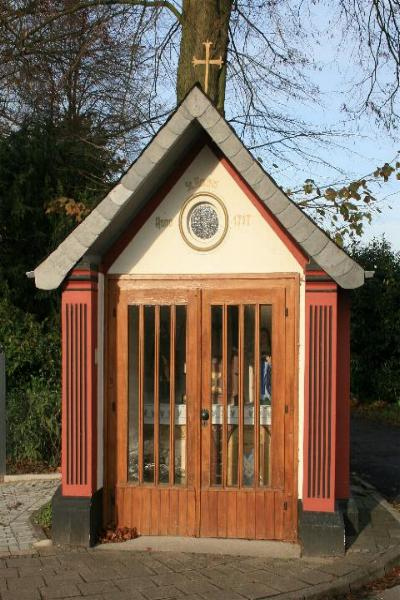
Kapelle in Rath-Anhoven

- Filialkirche St. Rochus, Rather Straße, als Denkmal Nr. 74
- Kapelle am Friedhof, Rheinweg, als Denkmal Nr. 75
- Pfarrhaus, Josef-Loogen-Straße 1, als Denkmal Nr. 76
- Kreuz, Josef-Loogen-Straße 1, als Denkmal Nr. 77
- Kreuz, Rather Straße 10, als Denkmal Nr. 78
- Kreuz, Rather Straße 79, als Denkmal Nr. 79
- Ehem. Friedhofskreuz, Rochusstraße, als Denkmal Nr. 80
- Hofanlage, Buchholzer Straße 10, als Denkmal Nr. 81
- Wohnhaus, Rather Straße 79, als Denkmal Nr. 82
- Wohnhaus, Rather Straße 81, als Denkmal Nr. 83
- Wohnhaus, Rather Straße 108, als Denkmal Nr. 84
- Wohnhaus, Rather Straße 114, als Denkmal Nr. 85
- Wohnhaus, Venrather Straße 2, als Denkmal Nr. 86
- Wohnhaus, Venrather Straße 4, als Denkmal Nr. 87
- Wohnhaus, Rather Straße 95, als Denkmal Nr. 161

## Vereine
- Dorfausschuss, zuständig für die Orte Rath-Anhoven, Isengraben, Flassenberg, Kehrbusch und Mehlbusch.
- Freiwillige Feuerwehr Wegberg, Löschgruppe Rath-Anhoven.
- Gartenbauverein Rath-Anhoven
- Gesangverein „Rather Dorfspatzen“
- Chorgemeinschaft Cäcilia
- Karnevalsgesellschaft „Laakebüll“
- Kirchenchor St. Rochus
- Musikverein Rath-Anhoven 1875 e. V.
- Schützenbruderschaft St. Rochus
- Sportclub Viktoria Rath-Anhoven 1912 e. V.
- Turnverein 1924 e. V.
- VdK Ortsverband Rath-Anhoven
- St.-Martin-Komitee
- Frauengemeinschaft Rath-Anhoven